# چارلز فرگوسن
چارلز فرگوسن (انگلیسی: Charles Ferguson؛ زادهٔ ۲۴ مارس ۱۹۵۵) یک کارگردان، تهیه‌کننده، کارآفرین، نویسنده، فیلم‌نامه‌نویس و بازرگان اهل ایالات متحده آمریکا است. فیلم او سوء استفاده از جایگاه برنده جایزه اسکار بهترین فیلم مستند شده است. فرگوسن همچنین برنده جوایزی همچون جایزه انجمن کارگردانان آمریکا شده است.